# Gonempeda flava
Gonempeda flava är en tvåvingeart som först beskrevs av Theodor Emil Schummel 1829.  Gonempeda flava ingår i släktet Gonempeda och familjen småharkrankar. Arten är reproducerande i Sverige. Inga underarter finns listade i Catalogue of Life.